# Gisela Erler

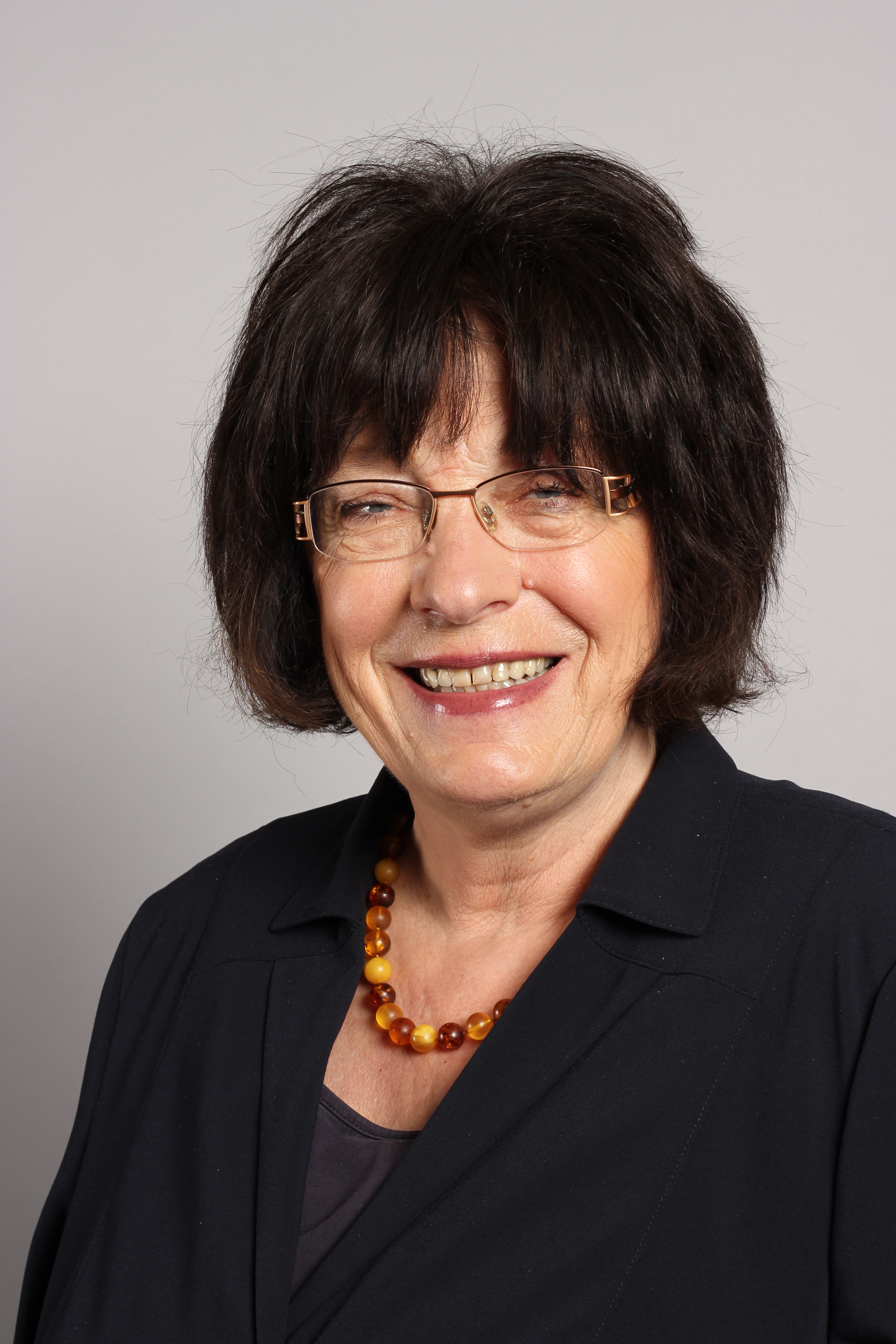
Gisela Erler (2013)

Gisela Anna Erler (* 9. Mai 1946 in Biberach an der Riß) ist eine deutsche Familienforscherin, Unternehmerin und Politikerin (Bündnis 90/Die Grünen). Von 2011 bis 2021 war sie als Staatsrätin Mitglied der baden-württembergischen Landesregierung. Dort war sie zuständig für „Zivilgesellschaft und Bürgerbeteiligung“.

## Leben und Werk
Gisela Erler ist Tochter des SPD-Politikers Fritz Erler und seiner Frau Käthe, geb. Wiegand. Ihre Kindheit verbrachte sie in Tuttlingen und Pforzheim. In Köln und München studierte sie Germanistik und Soziologie.  Erler engagierte sich im SDS und war 1967 Mitgründerin des Münchener Trikont-Verlags sowie des Verlags Frauenoffensive.
In ihrer Forschungsarbeit am Deutschen Jugendinstitut beschäftigte sie sich mit dem Themenkomplex Frau/Geschlechtsrollen/Familie/Beruf. Studienschwerpunkt waren neue Arbeitszeitmodelle bei Beck/Iken und Coop. Sie ist Autorin einer internationalen Vergleichsstudie über Elternurlaub und Reorganisation der Arbeitswelt, u. a. in Schweden und USA. 
Seit 1983 ist Erler Mitglied der Grünen.
1987 veröffentlichte sie mit einem Dutzend anderer Frauen das Müttermanifest, im selben Jahr zusammen mit Doro Pass-Weingartz bei Rowohlt die Streitschrift Mütter an die Macht!.
1991 begann sie mit dem Aufbau eines Unternehmens, der pme Familienservice GmbH. 
2011 wurde sie von Winfried Kretschmann als Staatsrätin für Zivilgesellschaft und Bürgerbeteiligung mit Stimmrecht im baden-württembergischen Kabinett benannt (Kabinett Kretschmann I und II). Dieses Amt hatte sie bis 2021 inne. Ihr folgte Barbara Bosch nach.
Gisela Erler lebt in Berlin.

## Familie
Gisela Erler ist mit dem Politologen Warnfried Dettling verheiratet. Der Zukunftsforscher Daniel Dettling ist ihr gemeinsamer Sohn.
Gisela Erler ist die Schwester des Schriftstellers Hans Erler und die Schwägerin von Ursula Erler.

## Auszeichnungen
- Elisabeth-Selbert-Preis 2005
- Korrespondierende Mitgliedschaft des Vereins Deutscher Ingenieure (VDI) 2018[4]
- Verdienstorden des Landes Baden-Württemberg 2021[5]
- 2024 Bundesverdienstkreuz am Bande[6]

## Schriften
- Frauenzimmer. Für eine Politik des Unterschieds. Verlag Klaus Wagenbach, Berlin 1985
- Mit Monika Jaeckel: Weibliche Ökonomie. Ansätze, Analysen und Forderungen zur Überwindung der patriarchalen Ökonomie. DJI Verlag Deutsches Jugendinstitut, München 1989, ISBN 3-87966-304-1
- Mütter an die Macht! Die neue Frauen-Bewegung. (Herausgeberschaft zusammen mit Dorothee Pass-Weingartz). Rowohlt, Reinbek 1987
- Schluss mit der Umerziehung. Vom artgerechten Umgang mit den Geschlechtern. Verlag Heyne, München 2012, ISBN 978-3-453-18286-8 („wie Frauen in Unternehmen endlich aufsteigen und Jungen in der Schule nicht weiter abstürzen“)
- Demokratie in stürmischen Zeiten. Für eine Politik des Gehörtwerdens, Herder Verlag, Freiburg im Breisgau 2024, ISBN 9783451396687